# 武田康廣
武田康廣（1957年9月12日—），日本动画公司GAINAX创始成员、原董事，现「GAINAX京都」代表董事，京都情报大学院大学教授。妻子是科幻作家菅浩江。

## 人物
武田1957年出生于大阪府泉北郡忠岡町。1976年，清風高等学校毕业后，入学近畿大学理工学部原子力工学科。所属社团为SF研究会，武田积极参与SF主题活动，1978年在活动中结识岡田斗司夫。在同人活動中，两人一起表演节目，获得人气，人称「关西艺人」。两人之后向更大目标挑战，主办1981年第20届日本科幻大会（通称「DAICON3」），还邀请庵野秀明、山贺博之和赤井孝美制作大会的开幕动画《DAICON III OPENING ANIMATION》。在他们的努力下，大会获得热烈反响。大会后，武田选择退学，然后与冈田一同经营手办商店General Products，并且组建DAICON FILM制作小型电影。1984年12月，武田和DAICON FILM的伙伴们创立动画制作公司GAINAX，出任董事。主要工作是在动画制作中担任制作人。
2016年设立「GAINAX WEST」，出任社长。同年又在京都创立新的动画工作室「GAINAX京都」，新工作室和GAINAX无资本关系。

## 参与作品

### 制片动画
参考来源
- 阿倍野桥魔法商店街
- 天元突破 紅蓮螺巖
- 屍姬系列
- 吊带袜天使
- 放學後的昴星團

### 出演
- 快杰能天气（日语：快傑のーてんき）系列（1982-1988年） 主演
- DAICON FILM版 归来的奥特曼（1983年） 出演、制作人
- 八岐之大蛇的逆襲（1985年） 出演
- 青之炎（2014年） 客串出演